# Frederic T. Greenhalge
Frederic Thomas Greenhalge, född 19 juli 1842 i Clitheroe, Lancashire, död 5 mars 1896 i Lowell, Massachusetts, var en amerikansk republikansk politiker. Han var ledamot av USA:s representanthus 1889–1891 och guvernör i delstaten Massachusetts från 1894 fram till sin död.
Greenhalge kom till USA som barn och studerade mellan 1859 och 1862 vid Harvard University. Därefter deltog han i amerikanska inbördeskriget i nordstatsarmén. Han var Lowells borgmästare 1880–1881. År 1889 efterträdde han Charles Herbert Allen som kongressledamot. Efter en mandatperiod i representanthuset ställde Greenhalge upp för omval men besegrades i kongressvalet 1890 av demokraten Moses T. Stevens.
År 1894 efterträdde han William Russell som guvernör och avled två år senare i ämbetet. Guvernör Greenhalge gravsattes på Lowell Cemetery i Lowell.